# Nidwaldner Kantonalbank
Die Nidwaldner Kantonalbank (NKB) mit Sitz in Stans ist die Kantonalbank des Kantons Nidwalden. Sie wurde 1879 gegründet und ist in Form einer öffentlich-rechtlichen Anstalt organisiert. Die Bank verfügt im Kanton über sieben Geschäftsstellen. Als Beraterbank liegt ihr Tätigkeitsgebiet traditionell im Retail Banking, im Hypothekargeschäft, im Private Banking und im Bankgeschäft mit kleinen und mittleren Unternehmen innerhalb des eigenen Kantons. Per 31. Dezember 2023 beschäftigte die Nidwaldner Kantonalbank 178 Mitarbeitende (teilzeitbereinigt) und wies eine Bilanzsumme von 6,391 Milliarden Schweizer Franken aus.

## Besitzverhältnisse und Geschäftliche Schwerpunkte
Die Nidwaldner Kantonalbank ist eine selbständige juristische Person des kantonalen öffentlichen Rechts (öffentlich-rechtliche Anstalt) gemäss dem Gesetz über die Nidwaldner Kantonalbank vom 25. April 1982. Das Gesellschaftskapital setzt sich aus dem Dotationskapital von 33,33 Millionen Franken und dem Partizipationskapital von 14,17 Millionen Franken zusammen. Der Kanton Nidwalden stellt 84,2 Prozent des nominellen Kapitals zur Verfügung und verfügt über 100 Prozent der Stimmrechte. Die Bank verfügt über eine unbeschränkte Staatsgarantie.
Die Nidwaldner Kantonalbank ist eine lokal tätige Beraterbank und in die Bereiche «Banksteuerung», «Privat- und Firmenkunden», «Corporate Center» und «Marktleistungen» gegliedert. Das Zinsdifferenzgeschäft und das Kommissions- und Dienstleistungsgeschäft bilden die Hauptgeschäftssparten der Bank.

## Organisation
Oberstes Aufsichtsorgan der Nidwaldner Kantonalbank ist der Bankrat. Dieser setzt sich aus sechs Mitgliedern zusammen und wird zurzeit von Daniel Bieri präsidiert. Die Mitglieder und das Präsidium des Bankrats bestimmt der Regierungsrat des Kantons Nidwalden (Exekutive des Kantons).
Das operative Geschäft führt die Geschäftsleitung. Diese setzt sich aus vier Mitgliedern zusammen und wird von Heinrich Leuthard geleitet.

## Kennzahlen (Konzernabschluss)
- Jahresgewinn per 31. Dezember 2023 (in Mio. CHF): 16,9
- Bilanzsumme per 31. Dezember 2023 (in Mio. CHF): 6'391
- Kundengelder per 31. Dezember 2023 (in Mio. CHF): 3'991
- Kundenausleihungen per 31. Dezember 2023 (in Mio. CHF): 4'851
- Gesamtablieferung an Kanton per 31. Dezember 2023 (in Mio. CHF): 11,3
- Personalbestand per 31. Dezember 2023 (Vollzeitstellen): 166
- Geschäftsstellen: 7[3]